# Rod Wallace
Rodney Seymour Wallace, detto Rod (Lewisham, 2 ottobre 1969), è un ex calciatore inglese che ha giocato nel ruolo di attaccante nel Southampton, Leeds Utd, Rangers, Bolton Wanderers e Gillingham.

## Carriera

### Club
Ha firmato per le giovanili dei Saints assieme a suo fratello gemello Ray. All'epoca, anche il loro fratello maggiore Danny faceva parte della squadra.
Il 22 ottobre 1988, i due gemelli Wallace sono stati schierati in campo in un match casalingo contro lo Sheffield Wednesday: è stata la prima volta, nel calcio inglese, che tre fratelli hanno giocato contemporaneamente nella stessa squadra. Nello stesso anno, ha debuttato nella Inghilterra under 21.
È stato acquistato, nell'estate 1991, dal Leeds United, in cambio di 1,6 milioni di sterline e ha aiutato la sua nuova squadra a vincere la First Division e la Charity Shield, l'anno dopo.
È diventato una delle colonne del club per i sette campionati successivi e, nel campionato 1993-1994, ha vinto il premio per il Gol dell'anno, realizzato contro il Tottenham Hotspur. Alla scadenza del suo contratto, nel 1998, è passato ai Rangers.
Durante la sua parentesi scozzese, Wallace ha vinto molti trofei: i Rangers sono arrivati primi nei campionati 1998-1999 e 1999-2000 e, nelle stesse stagioni, hanno ottenuto anche la Coppa nazionale. La squadra, nel 1998, ha vinto anche la Scottish League Cup. In tre stagioni, ha raccolto 120 presenze e 54 reti, di cui 27 segnati nel primo anno.
Nel 2001 è passato ai neopromossi in Premier League del Bolton, in un trasferimento a parametro zero. Ha segnato al debutto per i Trotters, nella trasferta a Ewood Park contro il Blackburn Rovers. Le sue prestazioni hanno aiutato la squadra a raggiungere la salvezza nel campionato 2001–2002.
Dopo che il Bolton non gli ha offerto il rinnovo contrattuale, è passato al Gillingham, firmando un biennale. Alla prima stagione, ha siglato 12 reti, ma è stato tormentato dagli infortuni, anche nel campionato successivo.
Al termine del 2003–2004, proprio per questi problemi fisici, ha annunciato il ritiro dal calcio giocato. Nell'estate 2004, ha giocato una partita amichevole in favore di suo fratello Danny, malato di sclerosi multipla.

### Nazionale
Wallace ha indossato per 11 volte la casacca della Nazionale inglese Under-21 e ha messo a segno 2 reti. Conta anche una presenza nella Nazionale B inglese.